# Palaiargia nasiterna
Palaiargia nasiterna är en trollsländeart som beskrevs av Maurits Anne Lieftinck 1938. Palaiargia nasiterna ingår i släktet Palaiargia och familjen dammflicksländor. Inga underarter finns listade i Catalogue of Life.